# مارني مولر
مارني مولر (بالإنجليزية: Marnie Mueller)‏ (6 أغسطس 1942، نيويورك في الولايات المتحدة)؛ روائية أمريكية.

## الجوائز
- الجوائز الأميركية للكتاب